# Лигамент
Лигаментът (на латински: ligamentum) е влакнеста съединителна тъкан, която свързва костите. Лигаментните връзки са подобни на сухожилията, тъй като всички те са направени от съединителна тъкан, но за разлика от сухожилията, които свързват мускул с кост, лигаментите свързват една кост с друга кост. Един мускул се свързва с друг мускул посредством фасции. Всичките тези връзки се намират в костната система на човешкото тяло.
Науката, която се занимава с изследване на лигаментите, се нарича десмология.

## Видове лигаменти
Най-често лигаментите представляват връзка от плътни правилни снопчета от съединителна тъкан, направени от колагенови влакна.
- Капсулните лигаменти са част от ставната капсула, която обгражда синовиалните стави. Те действат като механични подсилвания.
- Екстракапсулните лигаменти се съединяват с другите връзки и осигуряват стабилност на ставите.
- Интракапсулните лигаменти, които са много по-рядко срещани, също осигуряват стабилност, но позволяват далеч по-голям обхват на движение.
- Кръстосаните лигаменти са сдвоени връзки под формата на кръст.[1]

## Физиология
Лигаментите са вискоеластични. Когато са подложени на напрежение те постепенно се напрягат, а когато напрежението се премахне те се връщат в първоначалната си форма. Лигаментите обаче не могат да запазят първоначалната си форма, когато бъдат удължени след определена точка или за продължителен период от време. Ако лигаментите се удължат твърде много, тогава ставата ще бъде отслабена и ще стане податлива към изкълчване. Поради това, спортисти, гимнастици, танцьори и хора занимаващи се с бойни изкуства изпълняват различни упражнения за разтягане, за да удължат връзките си и да направят ставите си по-гъвкави.
Терминът хипермобилност се отнася до хората с по-еластични лигаменти, позволяващи на ставите им да се разтегнат и изкривят повече от нормалното за повечето други хора.
Скъсан лигамент може да доведе до нестабилност на ставата, а нестабилността на ставата може с течение на времето да доведе до износване на хрущяла и в крайна сметка до остеоартрит.

## Примери
Примери за някои лигаменти в човешкото тяло са:
Глава и шия
- Крикотиреоиден лигамент
- Пародонтален лигамент
- Суспензорен лигамент на лещата

Гръден кош
- Френоезофагеален лигамент
- Суспензорен лигамент на гърдата

Таз
- Преден сакроилиачен лигамент
- Заден сакроилиачен лигамент
- Сакротуберозен лигамент
- Сакроспинозен лигамент
- Долен срамен лигамент
- Превъзходен срамен лигамент
- Суспензорен лигамент на пениса

Китка
- Палмарен радиокарпален лигамент
- Дорзален радиокарпален лигамент
- Улнарен колатерален лигамент
- Радиален колатерален лигамент

Коляно
- Предна кръстна връзка (ligamentum cruciatum anterius)
- Страничен обезпечителен лигамент
- Задна кръстна връзка (ligamentum cruciatum posterius)
- Медиален колатерален лигамент
- Черепно-кръстен лигамент
- Каудално-кръстен лигамент
- Пателарен лигамент